# NGC 7129

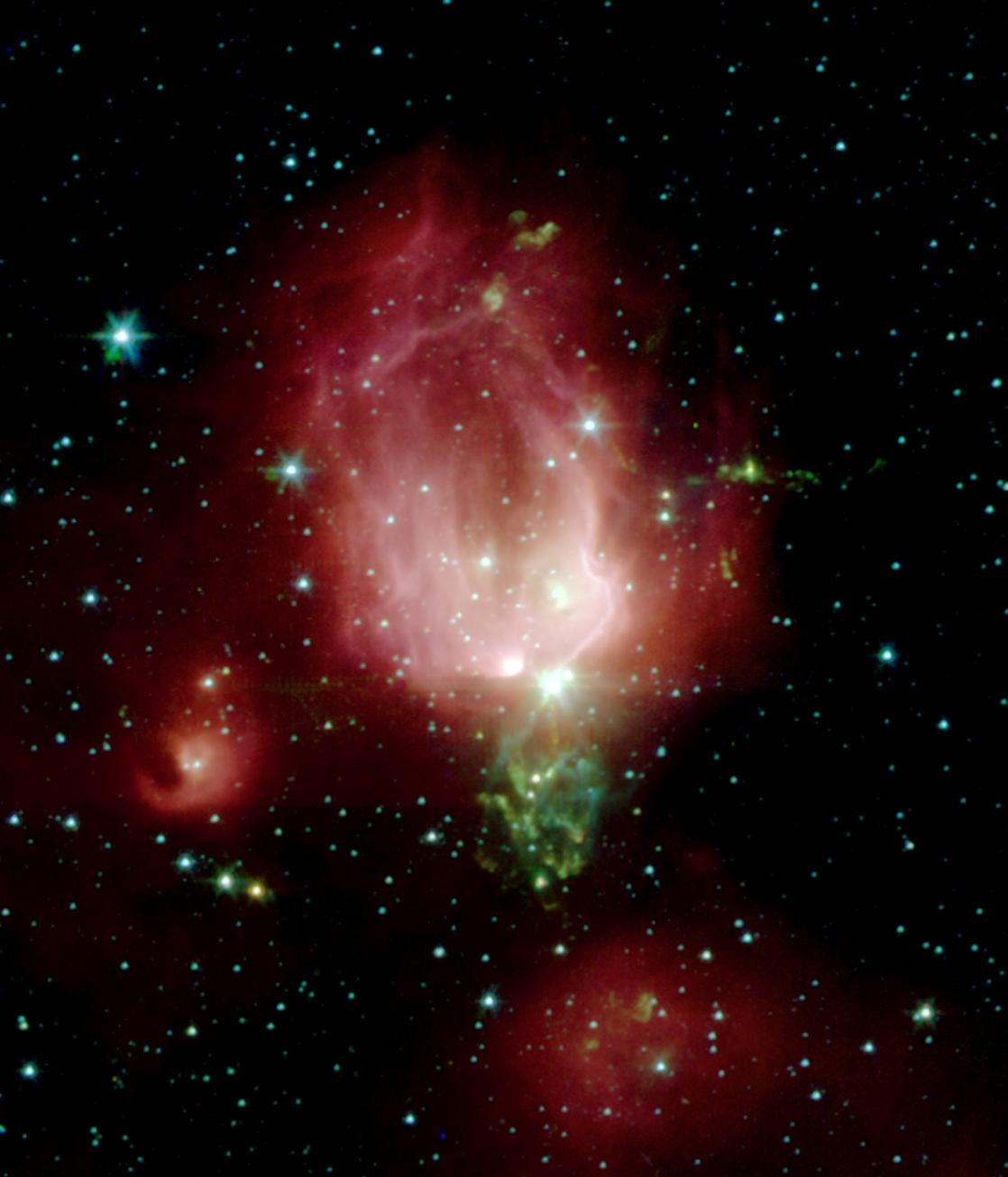
Nebulosa NGC 7129

NGC 7129 é uma nebulosa de reflexão situada a cerca de três mil e trezentos anos-luz da Terra na constelação de Cefeu. No seu interior pode-se encontrar um enxame de mais de 120 estrelas jovens. Estas estrelas formaram-se a partir de uma nuvem maciça de gás e poeira contendo material suficiente para formar cerca de mil estrelas como o Sol.